# NGC 283
NGC 283 (również PGC 3124) – galaktyka spiralna (Sc), znajdująca się w gwiazdozbiorze Wieloryba. Odkrył ją Francis Leavenworth 2 października 1886 roku.